# Волго-Балтийский водный путь
Волго-Балтийский водный путь (в 1810—1963 годах — Мариинская водная система; в 1964—1992 годах — Волго-Балтийский водный путь им. В. И. Ленина) — сокр. Волгобалт — система каналов, рек и озёр на северо-западе Российской Федерации, соединяющая бассейны Каспийского и Балтийского морей. Проходит через Рыбинское водохранилище до г. Череповец, р. Шексна, Белое озеро, р. Ковжа, Мариинский канал, р. Вытегра, Онежский канал, Онежское озеро, р. Свирь, Ладожское озеро и р. Нева. Мариинская водная система сооружена в 1799—1810 годах, переустраивалась в 1890—1896 годах, после коренной реконструкции в 1964 году получила современное название. Длина пути составляет приблизительно 1100 км, глубина судоходного фарватера — не менее 4 м, что обеспечивает проход судов водоизмещением до 5000 т. Продолжением Волго-Балтийского пути является Беломорско-Балтийский канал, соединяющий Онежское озеро с Белым морем.

## История создания
Выход России к Балтийскому морю в начале XVIII века, возрастание роли Петербурга требовали удобных водных сообщений новой столицы с внутренними районами страны. Было создано 3 водных пути — Вышневолоцкая водная система (движение открыто в 1709 г.), Тихвинская (1811 г.) и Мариинская (1810 г.).

#### Мариинская система
Трасса Мариинской водной системы соединяла собой Рыбинск, Шексну, Белое озеро, Ковжу, Мариинский (с 1886 г. — заменивший его Ново-Мариинский) канал, проложенный через водораздел между бассейнами Каспийского и Балтийского морей, Вытегру, Онежское озеро, Свирь, Ладожское озеро и Неву (около 1054 вёрст). Собственно Мариинской системой являлась часть пути от Волги до Онежского озера. В 1829 году был открыт Северо-Двинский канал, соединивший Шексну и озеро Кубенское. Он соединил систему через Сухону и Северную Двину с Белым морем. Для более безопасного плавания небольших судов по Белому, Онежскому и Ладожскому озёрам были проложены обходные каналы — Белозерский, Онежский, Ново-Свирский, Ново-Сясьский и Ново-Ладожский. Для своего времени Мариинская система была выдающимся гидротехническим сооружением и имела большое экономическое значение, но, несмотря на проведённое в 1890—1896 годах переустройство, она уже не удовлетворяла транспортные потребности страны.

#### Мариинская система в 1917—1953 гг.
- 1922 г. — открытие Череповецкого гидроузла (шлюз № 40);
- 1926 г. — открытие Черепановского гидроузла (шлюз № 41);
- 1930 г. — открытие Ягорбского гидроузла (шлюз № 42);
- 1933 г. — открытие Нижне-Свирского гидроузла;
- 24 сентября 1940 г. ЦК ВКП (б) и Совнарком СССР приняли постановление о строительстве Волгобалта.

9 сентября 1940 года нарком внутренних дел Л. П. Берия обратился к председателю правительства В. М. Молотову с запиской, в которой предлагалось создать в составе НКВД СССР Главное управление лагерей гидротехнического строительства, в связи «со значительным увеличением объёма работ по гидротехническому строительству, возложенному на НКВД (реконструкция Волго-Балтийского водного пути и строительство Верхне-Шекснинской ГЭС, реконструкция р. Сухоны, строительство гидроэлектростанций на реках Клязьме, Костроме, Которосле и Мсте и изыскание мест для новых ГЭС»). 11 сентября 1940 года соответствующее постановление СНК СССР было принято.
11 октября 1940 года Л. П. Берия подписал Приказ НКВД СССР № 0440 «О строительстве Волго-Балтийского и Северо-Двинского водных путей» во исполнение Постановления СНК СССР и ЦК ВКП(б), предусматривавшего завершение первоочередных работ по реконструкции р. Сухоны к навигации 1942 года и всех работ по Волго-Онежскому соединению водного пути к 1 марта 1943 года.
Для выполнения этой задачи были организованы:
- Управление Вытегорского строительства на участке Волго-Балтийского пути от Онежского озера до истока р. Шексны из Белого озера, во главе с майором госбезопасности Чистовым П. В. (ранее начальника строительства Куйбышевского гидроузла) и главным инженером Саламовым К. П. (ранее зам. главного инженера Волгостроя);
- Управление Верхне-Шекснинского строительства (в составе Волгостроя) от истока р. Шексны до начала Рыбинского водохранилища, во главе с Циплаковым В. Д. (ранее зам. главного инженера Волгостроя) и заместителем начальника строительства по лагерю Тумаховичем И. С. (ранее зам. начальника Шекснинского гидроузла Волгостроя);
- Управление Опокского гидроузла (плотины и шлюза) на р. Сухоне, во главе с лейтенантом госбезопасности Салтановым З. С. (ранее зам. начальника Путивльского лагеря по делам военнопленных) и главным инженером Милославским К. П. (ранее начальник отделения производственного отдела Куйбышевского гидроузла);
- Управление по реконструкции шлюза и плотины «Знаменитая» на р. Сухоне, во главе с Квесисом К.К.

Весной 1941 года началось заполнение Рыбинского водохранилища (напор 18 м), затопление шлюзов № 39—42, однако работы были прерваны войной.
- 1947 г. — возобновление работ после Великой Отечественной войны. При МВД СССР создано управление «Главгидроволгобалтстрой»;
- Архитектурная обработка сооружений разрабатывалась сотрудниками ленинградского отделения «Гидропроекта» под руководством Л. М. Полякова в 1952—1953 гг.; соавторы: Л. М. Банщиков, А. И. Горицкий, А. В. Иконников, Р. П. Костылев, Л. Т. Липатов, К. М. Митрофанов, Г. С. Никулин, Г. Ф. Пересторонина, В. А. Петров, З. Ф. Семёнова, М. В. Смагина, Г. А. Шароваров, П. Р. Ясенский;
- 1948—1953 гг. — прорыт канал от Онежского озера до города Вытегры, спрямивший реку в нижнем течении;
- 27 апреля 1952 г. — ввод в эксплуатацию Верхне-Свирского гидроузла и шлюза. Поднятие уровня в верховьях Свири, Онежском озере и Онежском канале, в низовьях р. Вытегры (до отметки 32,60 м над уровнем моря);
- После смерти И. В. Сталина стройка заморожена. Канал построен по изменённому проекту в 1956—1964 годах.

#### Возобновление строительства по новому проекту
- С окончанием постройки Волго-Балтийского водного пути бо́льшая часть Мариинской водной системы вошла в её состав. Уровень водораздельного канала понизили на шесть метров (до 112,8 м над уровнем моря), Маткоозеро было спущено; его котловина использована для отвала грунта. Водораздел протянулся на 260 км от Пахомовского до Шекснинского гидроузла.
- Май 1961 г. — открытие Вытегорского (№ 1; шлюз № 1, ГЭС № 31) и Белоусовского (№ 2, шлюз № 2, ГЭС № 32) гидроузлов
- Весна 1963 г. — ввод в эксплуатацию Шекснинского гидроузла (шлюз № 7 (шлюз № 8 открыт в 1990 г.), ГЭС), водами заполненного водохранилища затоплено пять старых шлюзов.
- 2 ноября 1963 г. — официальное закрытие навигации по Мариинской системе. Последним судном, прошедшим через старые шлюзы стала самоходная баржа «Иловля».
- К лету 1964 г. приняли напор сооружения Новинковского (шлюзы № 3, № 4 и № 5) и Пахомовского (№ 6) гидроузлов. 26 мая, прорыв перемычки, в новый водораздельный канал (длиной 53 км) пустили воду из р. Вытегры, 27 мая — из р. Ковжи.
- 4 июня через шлюзы прошли суда гидростроителей, 5 июня — первые грузовые суда — день открытия сквозного судоходства по новому водному пути. 28 июня — проход первого пассажирского теплохода «Красногвардеец» сообщением Ленинград — Ярославль.
- 27 октября 1964 г. — подписание правительственной комиссией акта о приёмке его в эксплуатацию. 11 декабря указом Президиума Верховного Совета СССР Волго-Балтийскому водному пути присвоено имя В. И. Ленина.

## Описание
Этот путь — звено единой глубоководной транспортной системы Европейской части России, обеспечившее соединение водных путей, выходящих к Балтийскому, Белому, Каспийскому, Чёрному и Азовскому морям.
Волго-Балт — это сложный комплекс инженерных объектов, включающий в себя 4900 километров эксплуатируемых водных путей, в том числе 3270 километров с гарантированными габаритами, 11 шлюзов с напором от 11 до 18 метров, 5 гидроэлектростанций (две на Свири), 25 земляных плотин и дамб, 12 паромных переправ, 9 мостовых переходов, 8 маяков в Ладожском озере, более 5000 знаков судоходной обстановки, 273 единицы обслуживающего флота.
- Собственно, Волго-Балтийским каналом ныне считается участок водного пути длиной 367 км, от впадения р. Вытегры в Онежское озеро до селения Торово за Череповцом на Рыбинском водохранилище. Путь проходит местами по трассе прежней Мариинской системы, местами же несколько отклоняясь от неё.
- Эксплуатацией пути занимается Федеральное бюджетное учреждение (ФБУ) «Администрация „Волго-Балтийского бассейна внутренних водных путей“» — территориальный орган государственного управления речным транспортом в составе Министерства транспорта Российской Федерации[4].

#### Гидроузлы Волгобалта
- Нижне-Свирский. Шлюз (напор 11,0 м; 17,30 м над уровнем моря; камера 198 × 21,5 м);
- Верхне-Свирский. Шлюз (напор 15,9 м; 32,60 м над уровнем моря; камера 281 × 21,5 м);

На Волго-Балтийском водном пути 5 мощных гидроузлов с 7 однокамерными однониточными шлюзами; на северном, Балтийском склоне 4 гидроузла расположены на подъёме от Онежского озера до водораздела (80 м, 112,8 м над уровнем моря);
- Вытегорский. Шлюз № 1 (напор 13,1 м; камера 270 × 17,8). Вытегорская ГЭС № 31 мощностью 1,52 МВт;
- Белоусовский. Шлюз № 2 (напор 12,75 м; камера 270 × 17,8). Белоусовская ГЭС № 32 мощностью 0,76 МВт;
- Новинковский. Шлюзы № 3 (напор 12,9 м), № 4 (напор 12,0 м), № 5 (напор 12,75 м; все камеры — 264 × 17,8 м);
- Пахомовский. Шлюз № 6 (напор 16,7 м; камера 264 × 17,8 м);
- Пятый гидроузел — Шекснинский (Череповецкий) Шлюзы № 7 (напор 12,2 м; камера 266 × 17,8 м) и № 8 (вторая нитка; камера 310 × 21,5 м). Шекснинская ГЭС мощностью 84 МВт, — на южном склоне в 50 км выше Череповца у посёлка Шексна.

На северном склоне трасса пути частично совпадает с руслом реки Вытегра и проходит по водохранилищам, образованным гидроузлами. Водораздельный бьеф тянется от Пахомовского гидроузла на Вытегре до Череповецкого гидроузла на Шексне. Судоходная трасса здесь проходит по водораздельному каналу длиной 40 км (от Пахомовского гидроузла до посёлка Анненский Мост).
Далее по южному склону проходит по рекам Ковже, Белому озеру и Шексне, находящейся в подпоре Рыбинского водохранилища — 90,3 м над уровнем моря.

#### Судоходство
- Волго-Балтийский водный путь[5] доступен для судов грузоподъёмностью около 5000 т, грузы перевозятся без перевалки. Крупные суда идут прямо по озёрам (вместо движения по обходным каналам). Преобладают перевозки в самоходных грузовых судах; ведётся сквозная буксировка плотов.
- Резко возросла скорость перевозок (Череповец — Санкт-Петербург 2,5—3 суток против 10—15 до реконструкции). Значительно вырос грузооборот Волго-Балтийского водного пути по сравнению со старой Мариинской системой; увеличился удельный вес смешанных железнодорожно-водных перевозок. Важнейшие грузы: с Кольского полуострова (через Кандалакшу) железорудный концентрат на Череповецкий металлургический комбинат; хибинский апатит, апатитовый концентрат, карельские гранит и диабаз в разные районы страны; лес и пиломатериалы из Архангельской и Вологодской областей на Юг, Санкт-Петербург и на экспорт; чёрный металл из Череповца, донецкий и кузнецкий уголь, уральский серный колчедан, соликамские калийные соли — для Северо-Запада и на экспорт; баскунчакская соль (особенно для Мурманска); зерно. В танкерах с Волги идут нефтегрузы для Северо-Запада, Прибалтики и на экспорт (см. Волготанкер). Через Санкт-Петербург на Волго-Балтийский водный путь поступают импортные грузы для разных районов страны. В пассажирском движении значительно число туристских теплоходов (маршруты из Санкт-Петербурга в Москву, Астрахань, Ростов-на-Дону, Пермь и др.).

## Затопленные селения
На Ковже
- Грязный Омут
- Ковжа, село у устья р. Ковжа
- Посёлок Ковжинского завода

На Шексне
- деревня Карпунино (4 версты от Рыбинска), д. Большой Кастовец (7 в.), д. Нижний Кастовец (7 в.), д. Кремлево (7 в.), д. Чегская, иначе Чевская (9 в.), д. Поповская (10 в.), д. Башарова (11 в.), село Михаила Архангела (15 в.), д. Сергеевская (16 в.), д. Однодворец (17 в.), д. Гейкина (20 в.), д. Сосняги (22 в.), д. Исток (23 в.), д. Няньково (25 в.), д. Чёрная (Нижний Враг) (27 в.), д. Большое Сырнево (28 в.), д. Малое Сырнево (29 в.), д. Погост (30 в.), Вольский Погост у устья р. Воли (30 в.), село Березово (38 в.), кирпичный завод Журавлёва (52 в.), усадьба Однодворок (53 в.), село Всесвятское (55 в.), д. Селища (56 в.), село Покровское (67 в.), д. Власьевка, иначе Крутая (69 в.), д. Барановка (70 в.), д. Матюково (71 в.), д. Борок, иначе Бор (72 в.), село Княжич-Городок (75 в.), д. Новинка (76 в.), село Василисово, иначе Васильевское (77 в.), д. Андреевка (78 в.), д. Воятицы (81 в.), д. Березовка (85 в.), усадьба Кершино (92 в.), село Красное (96 в.), д. Мягра (102 в.), д. Нижний Падуй (106 в.), д. Верхний Падуй (108 в.), старые кирпичные заводы (110 в.), село Пельнево (127 в.), д. Колмово (137 в.), ферма Никольская (138 в.), д. Петровское (144 в.), село Козьмодемьянское (147 в.), село Досефеева Пустынь (161 в.), д. Борки-Шубацкие, пристань Леушинского монастыря (162 в.), д. Борки-Власовы (164 в.), д. Борки-Брачины/Брагины (165 в.), д. Ольхово (169 в.), д. Черепанова (176 в.), д. Васильевское (179 в.), д. Вичалова (184 в., лев.), д. Пертова (184 в., прав.), д. Пехтеева (198 в.), Вахновский железоделательный завод (200 в.), село Вахново (201 в.), д. Сонцева (204 в.), село Луковец (208 в., прав.), Успенская Слобода (208 в., лев.), д. Давыдова у устья р. Кошта (212 в.), д. Дорки (217 в.), д. Фроловка (218 в.), село Рождественское (219 в.), село Ягорба, село Любец, Судьбицы, Язовище, Ковжа, Городецкий погост, Никитский погост.

Гибнущие храмы
- Сретения Господня в Ковже (1800 г.; колокольня разобрана), ныне урочище, у устья р. Ковжа
- Рождества Христова в Крохино.
- Храмы Вытегорского погоста в Анхимово: Спаса Нерукотворного Образа (1780 г.) и часовня-усыпальница во имя Всех Святых над могилой А. Ф. Лопарева (1905 г.)
- Благовещения Богородицы (1802 г.; в июне 2013 г. рухнула колокольня) в селе Запогостье (в черте пгт Шексна).

## Состояние и перспективы развития
В 1990-х годах развитие пути прекратилось, а на поддержку выделялась примерно лишь треть необходимого. В 2007 году было принято решение финансировать проект реконструкции пути за счёт Инвестиционного фонда России. Весь проект оценивается более чем в 8 миллиардов рублей, из которых 460 миллионов должны быть выделены в 2008 году.
Несмотря на тесный фарватер и скопления судов у шлюзов, грузопоток по Волго-Балтийскому пути постоянно увеличивается. За навигационный сезон 2007 года рост грузопотока составил 11 %.